# Вербания
Верба́ния (итал. Verbania) — коммуна в Италии, располагается в регионе Пьемонт, в провинции Вербано-Кузьо-Оссола.
По данным Национального института статистики, население коммуны составляет, на 01.01.2023 года, 29 945 человек, плотность населения ─ 798,67 чел./км². Площадь коммуны составляет 37,49 км². Почтовый индекс — 28921 ─ 28925. Телефонный код — 0323.
Покровителем коммуны почитается святой Виктор Мавр, празднование 8 мая.

## Климат
Согласно климатической классификации итальянских муниципалитетов, Вербания входит в зону Е,  количество градусо-дней составляет 2426.

## Демография
Динамика населения:

## Администрация коммуны
Главой коммуны является мэр Сильвия Маркьонини (итал. Silvia Marchionini), с 10 июня 2019 года.

## Города-побратимы
- Бур-де-Пеаж, Франция (с 1994)[3]
- Сан-Фелиу-де-Гишольс, Испания (с 1994)[3]
- Миндельхайм, Германия (с 1994)[3]
- Ист-Гринстед, Великобритания (с 1994)[3]
- Швац, Австрия (с 1994)[3]
- Спинаццола, Италия (с 1995)[3]